# Garypus occultus
Espèce
Garypus occultus est une espèce de pseudoscorpions de la famille des Garypidae.

## Distribution
Cette espèce se rencontre au Kenya et en Somalie.

## Publication originale
- Mahnert, 1982 : Die Pseudoskorpione (Arachnida) Kenyas, 4. Garypidae. Annales Historico-Naturales Musei Nationalis Hungarici, vol. 74, p. 307-329.